# Malagón
Malagón er en by og kommune i det sydlige centrale Spanien i provinsen Ciudad Real. Den har et indbyggertal på 7.754 (2024) indbyggere.